# Povos indígenas da Sibéria
| Golfo of Ob Nova Zembla Mar de Kara Ienissei Ob                                                                      | Península de Taimir Severnaia Zemlia Oceano Ártico Planalto Central Siberiano Distrito Federal Siberiano | Lena Iacútia Mar de Laptev Ilhas da Nova Sibéria Kolyma Serra Verkhoyansk          |
| Distrito Federal dos Urais Cazaquistão Ob Irtixe Altai Tian Shan Sir Dária Taclamacã Himalaia Pamir Indocuche Tibete | Lago Baical Mongólia Gobi Planície do Norte da China Planície Yangtze Planalto                           | Serra Stanovoy Manchuria Coreia Sacalina Amur Mar de Okhotsk Japão Oceano Pacífico |
| Mapa físico do norte da Ásia.                                                                                        | |                                                                                    |

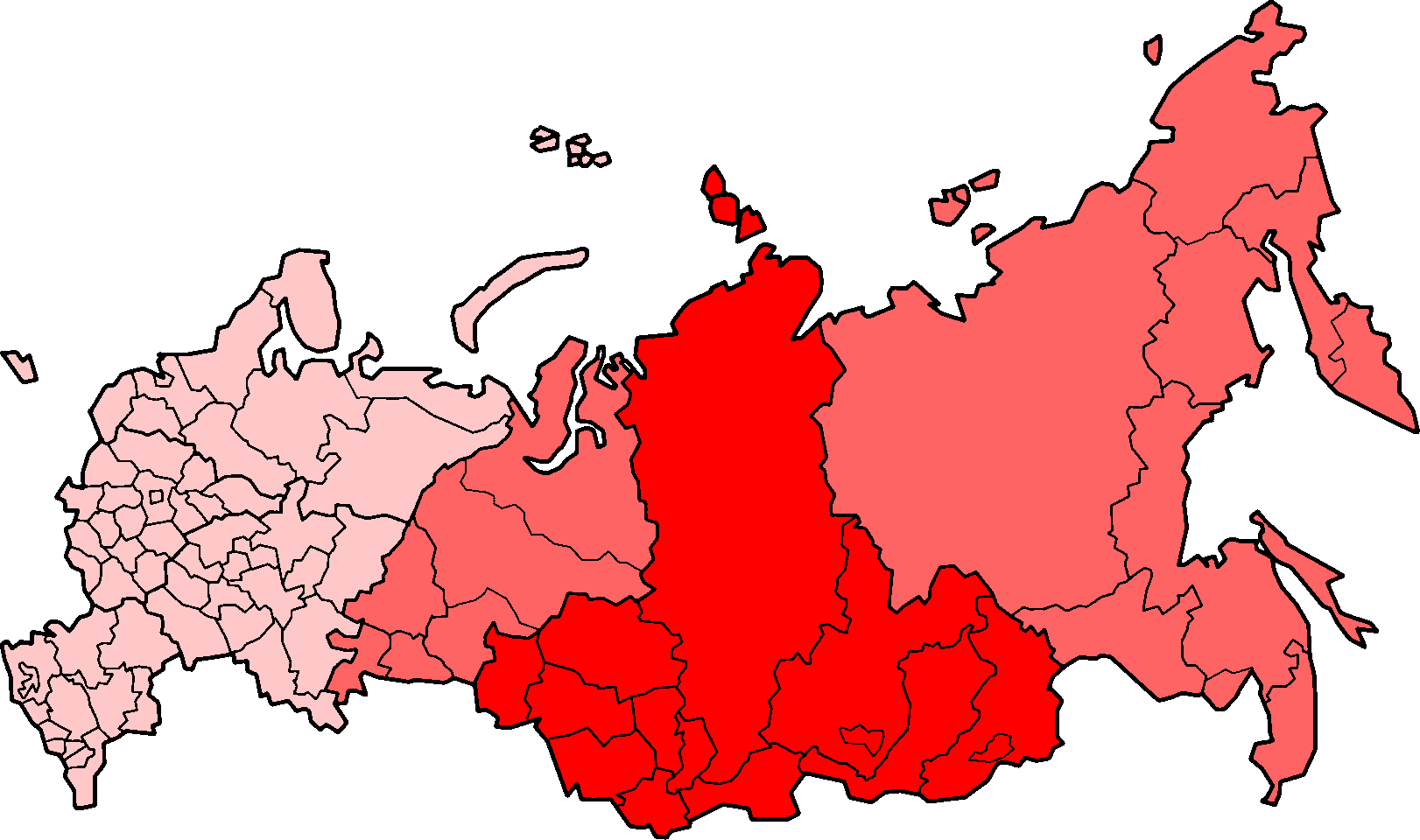
Siberia com a Federação Rússia: Geografia da Sibéria Russa em vermelho claro, Distrito Federal Siberiano político em vermelho escuro

Incluindo o Extremo Oriente Russo, o número populacional da Sibéria é acima de 40 milhões de pessoas. Como um resultado da conquista russa da Sibéria e a subsequente movimentação populacional durante a Era Soviética, a demografia da Sibéria hoje é dominada por nativos falantes do russo. Há um considerado número de grupos indígenas, mas que representam somente 10% da população total da Sibéria. Muitos dos grupos estão próximos da extinção ou em processo de assimilação ("Russificação").